# Reformatio in peius
Reformatio in peius (van het Latijnse reformatio: verandering of verbetering, en peius: slechter) is een  Latijnse term die wordt gebruikt in het recht waarmee de situatie wordt aangeduid dat een burger door het instellen van bezwaar of beroep er nog slechter voor komt te staan dan wanneer er geen rechtsmiddel was ingesteld. Dit is het geval wanneer een beschikking wordt aangevochten, waarna een voor betrokkene nog nadeligere beschikking wordt gegeven.

## Nederlands bestuursrecht
In het Nederlandse bestuursrecht geldt een verbod van reformatio in peius: een (rechts)persoon mag door het instellen van bezwaar of beroep er niet slechter voor komen te staan dan het geval was door de aangevochten beschikking. Wanneer sprake is van een voor dit verbod relevante verslechtering kan op zichzelf ook onderwerp zijn van een geschil.
Op dat verbod wordt een uitzondering toegestaan als het bestuursorgaan dat op het bezwaar beslist, tevens bevoegd is tot het wijzigen of intrekken van de beschikking, aldus wetgever bij behandeling van het wetsontwerp van de Algemene wet bestuursrecht. In dat geval is het niet doelmatig om reformatio in peius te verbieden, aangezien dat bestuursorgaan dan direct na het doen van een uitspraak in bezwaar (of beroep) sowieso de beschikking mag wijzigen of intrekken op grond van de algemene bevoegdheid die het heeft gekregen als bestuurorgaan. De aanvaardbaarheid van dit principe hangt evenwel af van de vraag of de belanghebbende daardoor wordt geschaad in zijn verweermogelijkheden, aldus ook wetgever.
Het verbod van reformatio in peius is impliciet terug te vinden in de artikelen 7:11 eerste lid en 8:69 eerste lid Algemene wet bestuursrecht.

## Nederlands strafrecht
In het Nederlands strafrecht is reformatio in peius niet verboden. Wie een politietransactie weigert kan in de rechtszaal met een hogere eis van de Officier van Justitie en dan ook een hogere straf van de rechter worden geconfronteerd. Dat geldt ook wanneer iemand strafrechtelijk beroep aantekent. De jurist zegt "appelleren is riskeren", er bestaat de kans om een hogere straf opgelegd te krijgen. 
Bij de herzieningsprocedure is echter wel een verbod op reformatio in peius gesteld. Artikel 471 van het Wetboek van Strafvordering stelt dat de einduitkomst bij herziening nooit zwaarder mag zijn dan de eerste uitspraak. 